# Duero (comunidad intermunicipal)
Duero es una comunidad intermunicipal y una subregión estadística portuguesa, parte de la Región Norte. Está compuesto por concelhos pertenecientes al distrito de Braganza, al distrito de Vila Real, al distrito de Viseu y al distrito de Guarda. Limita al noroeste con la comunidad intermunicipal de Ave, al norte con Alto Támega y con Tierras de Trás-os-Montes, al este con España (Castilla y León) y al sur con Beiras y Sierra de la Estrella y Viseu Dão-Lafões. Su población es de 205 157 habitantes en un área de 4031,57 km². Su densidad de población es de 50,9 hab./km².

## Composición
Comprende 19 municipios:
- Alijó
- Armamar
- Carrazeda de Ansiães
- Freixo de Espada à Cinta
- Lamego
- Mesão Frio
- Moimenta da Beira
- Murça
- Penedono
- Peso da Régua
- Sabrosa
- Santa Marta de Penaguião
- São João da Pesqueira
- Sernancelhe
- Tabuaço
- Tarouca
- Torre de Moncorvo
- Vila Nova de Foz Côa
- Vila Real

- Datos: Q1252756
- Multimedia: Douro (NUTS 3 - Portugal) / Q1252756